# Józef Rajski
Józef Rajski (ur. 1 stycznia 1868 w Nowym Targu, zm. 24 listopada 1936 tamże) – polski rzeźnik, przedsiębiorca, w latach 1907–1919 i 1924–1933 burmistrz Nowego Targu, w latach 1919–1922 poseł na Sejm Ustawodawczy z listy PSL „Piast”.

## Życiorys
Prawdopodobnie ukończył 4 klasy szkoły ludowej lub trzy klasy szkoły powszechnej. Po trzyletniej służbie w wojsku austriackim osiadł na gospodarstwie rolnym i założył wytwórnię wędlin. W 1902 roku został wybrany do rady miejskiej, a parę lat później do rady powiatowej – w obu zasiadał do końca życia, wybierany na kolejne kadencje. W maju 1907 roku został wiceburmistrzem, a od 5 grudnia 1907 roku – burmistrzem Nowego Targu. Funkcję tę pełnił do momentu wyboru go na posła Sejmu Ustawodawczego w 1919 roku, a następnie – od 1924 roku do połowy lipca 1933 roku.
W styczniu 1919 roku został wybrany posłem do Sejmu Ustawodawczego z listy nr 13 (Polskie Stronnictwo Ludowe „Piast”) w okręgu wyborczym nr 39 z powiatów: nowotarskiego, limanowskiego, myślenickiego i powiatu sądowego Dobczyce. W Sejmie był członkiem Komisji Miejskiej i Komisji Przemysłowo-Handlowej.
Położył duże zasługi w rozbudowie miasta i jego instytucji gospodarczych. Był dyrektorem Towarzystwa Rolniczo-Zaliczkowego, Towarzystwa Rolniczo-Handlowego „Podhale”, członkiem władz TSL, „Sokoła” w Nowym Targu i Powiatowej Kasy Oszczędności. Od 1913 roku był członkiem Tymczasowego Komitetu Narodowego w Nowym Targu. Był jednym z organizatorów PSL „Piast” na Podhalu, Spiszu i Orawie.

## Życie prywatne
Józef Rajski był synem Bartłomieja (rolnika) i Marii z domu Jarkiewicz. Miał m.in. braci: Andrzeja (ur. w 1859) – sędziego sądu powiatowego w Przeworsku i Antoniego (1866–1935) – księdza, długoletniego proboszcza w Lanckoronie. Ożenił się z Marią Rzepecką, z którą miał liczne potomstwo.